# U.S. Route 21
L'U.S. Route 21 è una strada a carattere nazionale statunitense che si estende per 634 chilometri e collega Hunting Island State Park con Wytheville.